# Steppingley
Steppingley – wieś w Anglii, w hrabstwie ceremonialnym Bedfordshire, w dystrykcie (unitary authority) Central Bedfordshire. Leży 15 km na południe od centrum miasta Bedford i 62 km na północny zachód od centrum Londynu.